# Nowiki (rejon kamieniecki)
Nowiki (biał. Навікі, Nawiki; ros. Новики, Nowiki) – wieś na Białorusi, w obwodzie brzeskim, w rejonie kamienieckim, w sielsowiecie Rzeczyca, w pobliżu Parku Narodowego „Puszcza Białowieska”.

## Historia
W dwudziestoleciu międzywojennym leżały w Polsce, w województwie poleskim, w powiecie prużańskim, w gminie Horodeczno. W 1921 miejscowość liczyła 47 mieszkańców, zamieszkałych w 11 budynkach, wyłącznie Polaków wyznania prawosławnego.
Po II wojnie światowej w granicach Związku Sowieckiego. Od 1991 w niepodległej Białorusi.